# Список самых тяжёлых людей в мире
Приведены имена, гражданство, пол, годы жизни, возраст в полных годах на момент смерти, рост, максимальная масса тела и максимальный индекс массы тела (ИМТ) самых тяжёлых людей (более 450 кг) в официально засвидетельствованной медицинской истории.
 Жив(а)
 Умер(ла)
 Сведения оспариваются
| Имя                              | Страна            | Пол | Годы жизни | Возраст (лет) | Рост (м) | Макс. масса (кг)        | Макс. ИМТ (кг/м²) | Примечания |
| -------------------------------- | ----------------- | --- | ---------- | ------------- | -------- | ----------------------- | ----------------- | --- |
| Миннок, Джон Брауэр              | США               | М   | 1941—1983  | 41            | 1,85     | 635                     | 186               | Обладатель абсолютного официально зарегистрированного рекорда по сброшенному весу — 419 кг.                                                                                |
| Шаари, Халид ибн Мухсен          | Саудовская Аравия | М   | 1991—      | 34            | 1,73     | 610                     | 204               | В ноябре 2013 года сбросил 150 кг, после того как был госпитализирован в августе того же года по распоряжению короля Абдаллы.                                              |
| Урибе, Мануэль                   | Мексика           | М   | 1965—2014  | 48            | 1,96     | 597                     | 155               | Привлёк внимание мировых СМИ в январе 2006 года, после чего с помощью врачей и диетологов в течение двух лет сбросил более 225 кг.                                         |
| Франко, Хуан Педро               | Мексика           | М   | 1985—      | 45            |          | 595                     |                   | В 2016 году весил 595 кг. |
| Ягер, Кэрол                      | США               | Ж   | 1960—1994  | 34            | 1,70     | 545+ (на момент смерти) | 188               | Максимальный вес 727 кг не подтверждён. Зарегистрирован сброс 236 кг в течение трёх месяцев без хирургического вмешательства (5000 кДж / 1200 ккал в день).                |
| Батлер, Роберт                   | США               | М   | 1972—2015  | 43            |          | 544                     |                   | В 2006 году весил 408 кг, к моменту смерти в 2015 году — 544 кг. |
| Хадсон, Уолтер                   | США               | М   | 1944—1991  | 47            | 1,77     | 544                     | 173,6             | Внесён в Книгу рекордов Гиннесса как обладатель самого большого обхвата талии — 3,02 м (на 1987 год).                                                                      |
| Лэнг, Фрэнсис Джон (Майкл Уокер) | США               | М   | 1934—?     | 46+?          | 1,88     | 538                     | 152               | В 1980 году сбросил вес до 167 кг. |
| Эман Ахмед абд эль-Ати           | Египет            | Ж   | 1980—2017  | 37            | 1,40     | 500+                    | 251,1             | В 2017 году в течение пяти недель похудела на 140 кг. |
| Хебранко, Майкл                  | США               | М   | 1953—2013  | 60            | 1,83     | 500+                    | 149               | |
| Розалес, Майра Лизбет            | США               | Ж   | 1980—2024  | 43            | 1,60     | 500+                    | 183               | В 2015 году похудела на 408 кг. |
| Диюэл, Патрик                    | США               | М   | 1962—2016  | 54            | 1,70     | 486                     | 168               | |
| Хьюз, Роберт Эрл                 | США               | М   | 1926—1958  | 32            | 1,84     | 485                     | 143,3             | Самый тяжёлый человек в мире, способный ходить. Внесён в Книгу рекордов Гиннесса как обладатель самого большого обхвата грудной клетки — 3,15 м.                           |
| Брэдфорд, Розали                 | США               | Ж   | 1943—2006  | 63            | 1,68     | 477                     | 169               | Внесена в Книгу рекордов Гиннесса как обладательница рекорда по сброшенному весу среди женщин — около 416 кг. Умерла от осложнений после операции по удалению лишней кожи. |
| Брамли, Кеннет                   | США               | М   | 1968—      | 57            |          | 469                     |                   | |
| Наср, Андре                      | Австралия         | М   | 1980—      | 45            |          | 468                     |                   | |
| Партелено, Майк                  | США               | М   | 1957—2003  | 45            | 1,90     | 464                     | 128,5             | |
| Дарден, Миллз                    | США               | М   | 1799—1857  | 57            | 2,30     | 463                     | 87,5              | |
| Рейфорд, Катрина                 | США               | Ж   | 1977—      | 48            |          | 454                     |                   | |
| Силванус Смит III                | США               | М   | 1940—1995  | 54            | 1,89     | 454                     | 127               | |
| Хай, Дэвид Рон                   | США               | М   | 1953—1996  | 43            | 1,78     | 454                     | 143               | |
| Эделман, Майкл                   | США               | М   | 1964—1992  | 28            |          | 451                     |                   | |
| Морено, Андрес                   | Мексика           | М   | 1977—2015  | 38            |          | 450+                    |                   | Умер в результате осложнений, связанных с хирургической операцией по уменьшению веса.                                                                                      |